# Ian Dalrymple
Ian Murray Dalrymple est un scénariste, un producteur de cinéma et un réalisateur britannique né le 26 août 1903 à Johannesbourg (Afrique du Sud) et mort le 28 avril 1989 à Londres (Angleterre).

## Biographie
Ian Dalrymple commence dans l'industrie du cinéma comme monteur à la fin des années 1920, puis devient par la suite scénariste. Il travaille notamment avec Victor Saville et Alexander Korda, et devient producteur de documentaires pendant la guerre pour la Crown Film Unit (en) du Ministère de l'Information britannique,.

## Filmographie partielle
Sélection principalement d'après BFI ScreenOnLine
- 1929 : Taxi for Two (dialogues et montage)
- 1932 : Jack's the Boy (en) de Walter Forde (montage)
- 1932 : Rome Express de Walter Forde (montage)
- 1933 : Cuckoo in the Nest de Tom Walls (production)
- 1933 : Vendredi 13 (Friday the Thirteenth) de Victor Saville (production)
- 1933 : Le Fantôme vivant (The Ghoul) de T. Hayes Hunter (montage)
- 1933 : Les Bons Compagnons (en) (The Good Companions) de Victor Saville (production)
- 1934 : Toujours vingt ans (Evergreen) de Victor Saville (montage)
- 1934 : The Iron Duke de Victor Saville (montage)
- 1935 : Her Last Affaire de Michael Powell (scénario)
- 1938 : Pygmalion d'Anthony Asquith et Leslie Howard (scénario)
- 1939 : Cheer Boys Cheer (en) de Walter Forde (histoire)
- 1938 : South Riding de Victor Saville
- 1939 : Le lion a des ailes (The Lion Has Wings) d'Adrian Brunel, Brian Desmond Hurst, Michael Powell et Alexander Korda (production)
- 1940 : En français, messieurs (French Without Tears) d'Anthony Asquith (scénario)
- 1940 : Sea Fort (réalisation et scénario)
- 1941 : Ferry Pilot de Pat Jackson (production)
- 1941 : Words for Battle (en) de Humphrey Jennings (production)
- 1941 : L'Objectif de ce soir (en) (Target for Tonight) de Harry Watt (montage sonore)
- 1942 : Listen to Britain de Humphrey Jennings et Stewart McAllister (en) (production)
- 1943 : Close Quarters de Jack Lee (production)
- 1943 : La Bataille du feu (Fires Were Started) de Humphrey Jennings (production)
- 1944 : Missions secrètes (en) (Western Approaches) de Pat Jackson (production)
- 1950 : Le Cheval de bois (The Wooden Horse) de Jack Lee
- 1960 : Chasse en Hollande (Hunted in Holland) de Derek Williams (en) (production, scénario)

## Distinctions

### Récompenses
- Oscars 1939 : Oscar du meilleur scénario adapté pour Pygmalion

### Nominations
- Oscars 1939 : Oscar du meilleur scénario adapté pour La Citadelle (film)